# ГЕС Хіраока
ГЕС Хіраока (平岡発電所) – гідроелектростанція в Японії на острові Хонсю. Знаходячись між ГЕС Ясуока (вище по течії) та ГЕС Сакума I, входить до складу каскаду на річці Тенрю, яка впадає до Тихого океану біля міста Хамамацу.

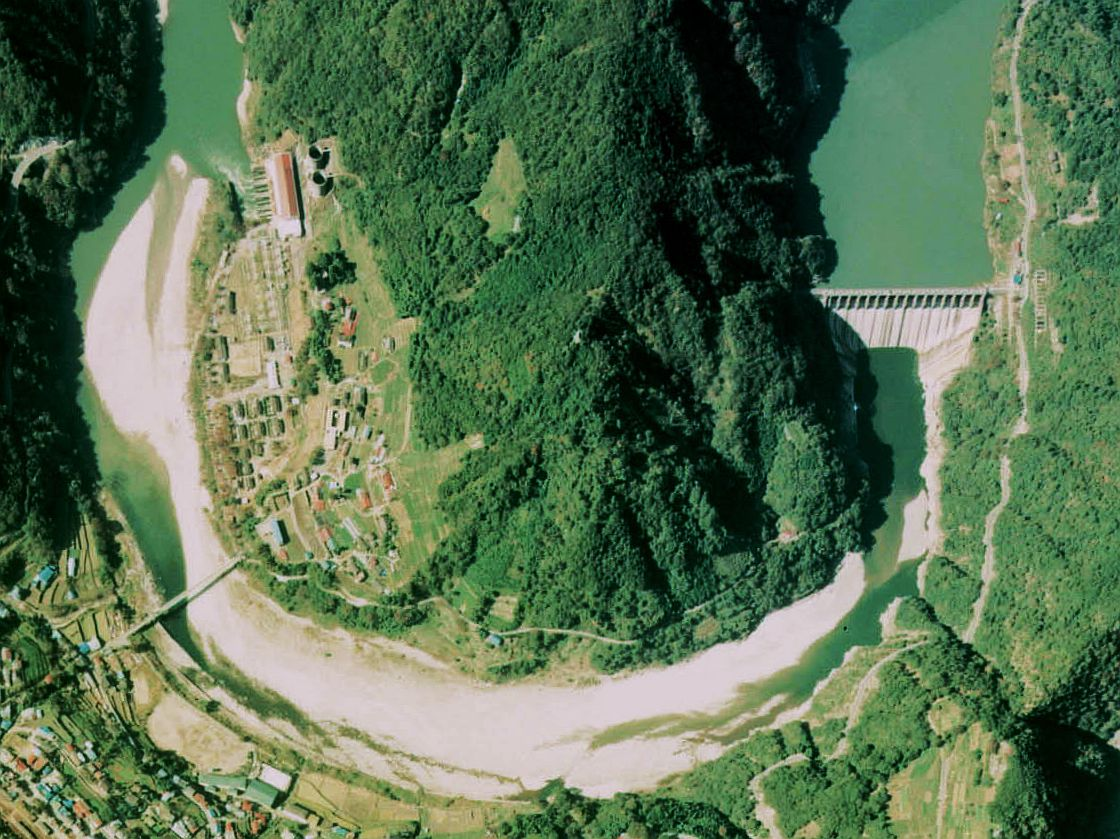
Вид зверху на район станції. Зправа гребля, зліва машинний зал

В межах проекту річку перекрили бетонною гравітаційною греблею висотою 63 метра та довжиною 258 метрів, яка потребувала 252 тис м3 матеріалу. Вона утворила водосховище з площею поверхні 2,58 км2 і об’ємом 42,4 млн м3 (корисний об’єм 4,8 млн м3).
Зі сховища через правобережний масив прокладено два дериваційні тунелі довжиною по 0,45 км з діаметром 6,8 метра, які переходять у напірні водоводи довжиною по 0,15 км з діаметром 6,6 метра. В системі також працюють два вирівнювальних резервуари діаметром 16 метрів та висотою 57 метрів.
Машинний зал розташований на березі Тенрю за 1,7 км нижче по течії від греблі. В 1952 році тут ввели в експлуатацію три турбіни типу Френсіс потужністю по 26,8 МВт, а в 1976-му їх доповнили четвертою того ж типу з показником у 27,4 МВт (загальна номінальна потужність станції рахується як 101 МВт). Гідроагрегати використовують напір у 46 метрів.
Відпрацьована вода повертається у річку по каналу довжиною 0,17 км.